# Acronicta batnana
Acronicta batnana là một loài bướm đêm trong họ Noctuidae.